# 白谷雲水峡
白谷雲水峡（しらたにうんすいきょう）は屋久島北部を流れる宮之浦川支流白谷川の渓谷。行政上は鹿児島県屋久島町に属する。

## 概要
一帯には豊富な雨量による花崗岩の浸食によって形成された太鼓岩などの巨岩が広がり、原生林に蔽われる。この原生林は一般に知られる屋久杉の密集地帯に移行する段階で、照葉樹林の仲間であるウラジロガシ、イスノキ、タブノキなどと共にツガ、モミなどの常緑樹林が混生する。弥生杉は樹齢3000年を誇る杉の巨木で、同渓谷のシンボル。
古くから景勝地として知られており、楠川歩道は江戸時代に花崗岩を駆使して設けられた歩道で、現在も散歩コースの一つとして活用されている。今日では屋久島の世界遺産登録によって、訪れる観光客は大幅に増え、九州を代表する渓谷の一つになった。また、至る所に杉が伐採された痕が見られるが、これは江戸時代に杉を伐採した名残である。
屋久島自然休養林に含まれ、屋久島国立公園の特別地域にも含まれている。しかし、世界遺産の緩衝地帯（バッファゾーン）には含まれていない。

## 宮之浦岳国有林
周辺の森は「宮之浦岳国有林」として、水源の森百選に選定されている。
| 山岳           | 面積(ha) | 標高(m)     | 人工林(%) | 天然林(%) | 主な樹種                                   | 林齢(年) | 制限林                                     | 種類           | 流量(m3/日) |
| -------------- | -------- | ----------- | --------- | --------- | ------------------------------------------ | -------- | ------------------------------------------ | -------------- | ----------- |
| 愛子岳、羽神岳 | 1,113    | 100 ～1,300 | 29        | 71        | スギ・ヒノキ・ツガ・カシ・タブノキ・サクラ | 24～187  | 自然休養林、保健保安林、森林生態系保護地域 | 流水（白谷川） | 6,000       |

「1ヶ月に35日雨が降る」と例えるほど、世界でも希有の温暖多雨の島で、屋久島特別地域気象観測所（小瀬田）における年平均降水量は4,500mm程度である。林野庁屋久島森林環境保全センターが白谷雲水峡入口に設置した雨量計では、欠測が多いものの平年でも年間7,400mm程度、2004年には年間雨量10,441mmを記録した。また、2017年10月には月間雨量3,381mmを記録するなど、森林が水源林の役目を担っている。河川の水源は安定的な水道用水の水源として利用しており、一部は屋久島縄文杉5000本の育成に利用している。
- 所在地：鹿児島県熊毛郡屋久島町白谷雲水峡
- 交通 ：鹿児島県道594号白谷雲水峡宮之浦線